# المدرسة العسكرية (السعودية)
المدرسة العسكرية هي مدرسة عسكرية سعودية أُنشئت بمكة المكرمة عام 1354ھ / 1935م، والتحق بها في البداية حوالي ثمانين طالباً من أفراد الجيش العربي السعودي؛ ليتعلموا العلوم العسكرية ومسؤولياتها التنظيمية، والتدريب على الأسلحة بأنواعها، وكانت المدرسة تتبع دائرة الشؤون العسكرية فتطورت بعدها إلى وكالة الدفاع التابعة لوزارة المالية.

## نظرة عامة
في عام 1358ھ / 1939م انتقل مبنى المدرسة العسكرية من مكة إلى الطائف، وفي عام 1368ھ / 1949م انتقل مبناها إلى الرياض، وبحلول عام 1375ھ / 1955م تطورت إلى الكلية الملكية الحربية، وكان ذلك نتيجةً لإزدياد الحاجة لتخريج ضباط ذوي تخصصات متعددة؛ لتصبح هذه المدرسة محطة مهمة من محطات البناء والتطوير للقوات البرية الباحثة عن التطوير كماً وكيفاً.

## وصلات خارجية
- موسوعة مقاتل من الصحراء